# Chvaletice
Chvaletice é uma cidade checa localizada na região de Pardubice, distrito de Pardubice.